# 羅克 (伊利諾伊州)
羅克（英語：Rock）是位於美國伊利諾伊州波普縣的一個非建制地區。該地的面積和人口皆未知。

## 地理
羅克的座標為37°24′46″N 88°37′10″W / 37.41278°N 88.61944°W，而該地的平均海拔高度為202米（即663英尺）。